# Торопов Сергій Львович
Сергій Львович Торопов (рос. Сергей Львович Торопов, * РРФСР, СРСР) — російський дипломат. Тимчасовий повірений у справах Росії в Україні.

## Біографія
Працював першим секретарем посольства Росії в Латвії, де відповідав за зв'язки посольства з пресою. При цьому за повідомленням деяких ЗМІ у 2008 році він був видворений з Латвії за дії, несумісні з діяльністю дипломата.
До 2016 року — обіймав посаду радника в посольстві РФ в Україні. Журналіст Олексій Венедиктов заявляє, що Сергій Торопов в минулому був миротворцем у військах ООН на Близькому Сході.
З 28 липня 2016 року — після звільнення посла Михайла Зурабова, був призначений тимчасовим повіреним у справах Росії в Україні.